# Forças de Defesa da Ambazônia
Forças de Defesa da Ambazônia (em inglês:  Ambazonia Defense Forces, ADF) é uma organização militar que luta pela independência da Ambazônia, um Estado autodeclarado independente na região anglófona dos Camarões, ex-colônia britânica dos Camarões do Sul. Foi formalmente estabelecida pelo Conselho Governante da Ambazônia em 9 de setembro de 2017, no mesmo dia em que a organização declarou uma guerra de independência. 
As Forças de Defesa da Ambazônia vem travando uma guerra de guerrilha contra as Forças Armadas dos Camarões na parte anglófona do país desde setembro de 2017.  Em junho de 2018, afirmou ter 1.500 soldados sob seu comando, espalhados por vinte bases nessa região.  Numerosa e materialmente inferior ao seu adversário, dependem de ataques rápidos, emboscadas e incursões, aproveitando-se de sua familiaridade com o terreno. As Forças de Defesa da Ambazônia visam aumentar o custo da presença militar camaronesa na região de maneira superior aos lucros que o país obtêm de lá.   As autoridades camaronesas reconheceram que têm pouco controle fora das cidades; de acordo com um jornalista estrangeiro que passou algum tempo com as Forças de Defesa da Ambazônia, isso deve-se em parte à infraestrutura precária na região, tornando difícil para o exército perseguir os guerrilheiros. 
As Forças de Defesa da Ambazônia são leais ao Conselho Governante da Ambazônia, que não faz parte do Governo Interino da Ambazônia. Isso levou a um relacionamento complicado, embora não hostil, com o Governo Interino. O grupo recusou ofertas para ser integrada no Conselho de Autodefesa da Ambazônia, uma organização estabelecida pelo Governo Interino para unir todas as milícias separatistas sob uma única bandeira. Após a morte do general Ivo Mbah em dezembro de 2018, o presidente Samuel Ikome Sako instou todas as milícias separatistas a "ignorar nossas pequenas diferenças" e  unirem-se. 
Em março de 2019, um líder das Forças de Defesa da Ambazônia anunciou que levaria a guerra para as regiões francófonas dos Camarões. Uma semana depois, separatistas - possivelmente do grupo - invadiram Penda Mboko, Região Litoral, e feriram três gendarmes.  Isto estava em desrespeito aberto a política do Governo Interino, que enfatizava que a guerra deveria ocorrer somente dentro das fronteiras da Ambazônia. 